# Кабінет спеціальних історичних дисциплін Львівського університету
Кабінет спеціальних історичних дисциплін Львівського університету — експозиційний і навчальний центр, відновлений на основі нумізматичної та сфрагістичної колекцій Музею спеціальних історичних дисциплін, що діяв у Львівському університеті в 1940-і — 1950-і роки.

## Історія
У 1996 році було відновлено  кабінет спеціальних історичних дисциплін, який має унікальні нумізматичну та сфрагістичну колекції. 
Нумізматична колекція складається з близько 12 тисяч монет і 5 тисяч медалей з різних країн світу. Найбільша кількість монет - понад 7 тисяч античних, з них 1 тисяча грецьких та більше 6 тисяч римських. Також у колекції є польські монети з XII-XVIII століття, німецькі, російські та монети багатьох інших країн. 
Сфрагістична колекція налічує 6 тисяч копій печаток, муляжів, виготовлених з металу, гіпсу, сірки, сургучу та воску. Колекція містить печатки різних країн, включаючи імператорські та королівські печатки з Європи, а також печатки середніх і вищих навчальних закладів Галичини з XVIII-XIX століття.
Працівники кабінету займаються впорядкуванням цих колекцій, а також підтримують невелику бібліотеку літератури з історичних дисциплін. Завідувач кабінету Целуйко Олександр Петрович.